# Spagna ai XXIV Giochi olimpici invernali
La Spagna ha partecipato ai XXIV Giochi olimpici invernali che si sono svolti a Pechino, Cina, dal 4 al 20 febbraio 2022. La delegazione era composta da 14 atleti, 10 uomini e 4 donne.

## Medaglie
| Medaglia | Nome              | Sport     | Evento             | Data        |
| -------- | ----------------- | --------- | ------------------ | ----------- |
| Argento  | Queralt Castellet | Snowboard | Halfpipe femminile | 10 febbraio |

## Delegazione
| Sport                 | Uomini | Donne | Totale |
| --------------------- | ------ | ----- | ------ |
| Freestyle             | 2      | 0     | 2      |
| Pattinaggio di figura | 2      | 2     | 4      |
| Sci alpino            | 2      | 1     | 3      |
| Sci di fondo          | 2      | 0     | 2      |
| Skeleton              | 1      | 0     | 1      |
| Snowboard             | 1      | 1     | 2      |
| Totale                | 10     | 4     | 14     |

## Freestyle
| Atleta          | Evento              | Qualificazione | Qualificazione | Qualificazione | Qualificazione | Qualificazione | Finale          | Finale          | Finale          | Finale          | Finale          |
| Atleta          | Evento              | Run 1          | Run 2          | Run 3          | Migliore       | Posizione      | Run 1           | Run 2           | Run 3           | Migliore        | Posizione       |
| --------------- | ------------------- | -------------- | -------------- | -------------- | -------------- | -------------- | --------------- | --------------- | --------------- | --------------- | --------------- |
| Javier Lliso    | Big air maschile    | 90,25          | 80,50          | 79,50          | 170,75         | 9º Q           | 51,25           | 89,00           | 82,50           | 171,50          | 6º              |
| Thibault Magnin | Big air maschile    | 41,25          | 21,75          | 38,50          | 79,75          | 28º            | Non qualificato | Non qualificato | Non qualificato | Non qualificato | Non qualificato |
| Javier Lliso    | Slopestyle maschile | 21,95          | 69,16          | N.D.           | 69,16          | 14º            | Non qualificato | Non qualificato | Non qualificato | Non qualificato | Non qualificato |
| Thibault Magnin | Slopestyle maschile | 33,06          | 14,78          | N.D.           | 33,06          | 29º            | Non qualificato | Non qualificato | Non qualificato | Non qualificato | Non qualificato |

## Pattinaggio di figura
| Atleta                       | Evento            | Programma corto | Programma corto | Programma libero | Programma libero | Totale | Totale    |
| Atleta                       | Evento            | Punti           | Posizione       | Punti            | Posizione        | Punti  | Posizione |
| ---------------------------- | ----------------- | --------------- | --------------- | ---------------- | ---------------- | ------ | --------- |
| Laura Barquero Marco Zandron | Coppie            | 63,34           | 11ª Q           | 118,02           | 11ª              | 181,36 | 11ª       |
| Olivia Smart Adrián Díaz     | Danza su ghiaccio | 77,70           | 9ª Q            | 121,41           | 6ª               | 199,11 | 8ª        |

## Sci alpino
| Atleta           | Evento                   | 1ª manche | 1ª manche | 2ª manche       | 2ª manche       | Totale          | Totale          |
| Atleta           | Evento                   | Tempo     | Posizione | Tempo           | Posizione       | Tempo           | Posizione       |
| ---------------- | ------------------------ | --------- | --------- | --------------- | --------------- | --------------- | --------------- |
| Adur Etxezarreta | Discesa libera maschile  | N.D.      | N.D.      | N.D.            | N.D.            | 1'44"12         | 17º             |
| Adur Etxezarreta | Supergigante maschile    | N.D.      | N.D.      | N.D.            | N.D.            | DNF             | DNF             |
| Joaquim Salarich | Slalom speciale maschile | DNF       | DNF       | Non qualificato | Non qualificato | Non qualificato | Non qualificato |
| Núria Pau        | Slalom gigante femminile | 1'04"19   | 40ª       | DNF             | DNF             | DNF             | DNF             |

## Sci di fondo
Distanza
| Atleta      | Evento             | Tecnica classica | Tecnica classica | Tecnica libera | Tecnica libera | Totale    | Totale   | Totale    |
| Atleta      | Evento             | Tempo            | Posizione        | Tempo          | Posizione      | Tempo     | Distacco | Posizione |
| ----------- | ------------------ | ---------------- | ---------------- | -------------- | -------------- | --------- | -------- | --------- |
| Imanol Rojo | 15 km maschile     | N.D.             | N.D.             | N.D.           | N.D.           | 41'24"2   | +3'29"4  | 39º       |
| Imanol Rojo | Skiathlon maschile | 41'37"7          | 26º              | 38'54"0        | 15º            | 1h21'09"2 | +4'59"4  | 21º       |
| Imanol Rojo | 50 km maschile     | N.D.             | N.D.             | N.D.           | N.D.           | 1h14'50"5 | +3'17"8  | 21º       |

Sprint
| Atleta      | Evento          | Qualificazione | Qualificazione | Quarti          | Quarti          | Semifinale      | Semifinale      | Finale          | Finale          |
| Atleta      | Evento          | Tempo          | Posizione      | Tempo           | Posizione       | Tempo           | Posizione       | Tempo           | Posizione       |
| ----------- | --------------- | -------------- | -------------- | --------------- | --------------- | --------------- | --------------- | --------------- | --------------- |
| Jaume Pueyo | Sprint maschile | 2'55"76        | 37º            | Non qualificato | Non qualificato | Non qualificato | Non qualificato | Non qualificato | Non qualificato |

## Skeleton
| Atleta          | Evento           | 1ª manche | 1ª manche | 2ª manche | 2ª manche | 3ª manche | 3ª manche | 4ª manche       | 4ª manche       | Totale  | Totale    |
| Atleta          | Evento           | Tempo     | Posizione | Tempo     | Posizione | Tempo     | Posizione | Tempo           | Posizione       | Tempo   | Posizione |
| --------------- | ---------------- | --------- | --------- | --------- | --------- | --------- | --------- | --------------- | --------------- | ------- | --------- |
| Ander Mirambell | Singolo maschile | 1'02"45   | 23º       | 1'03"36   | 25º       | 1'02"34   | 24º       | Non qualificato | Non qualificato | 3'08"15 | 24º       |

## Snowboard
Freestyle
| Atleta            | Evento             | Qualificazione | Qualificazione | Qualificazione | Qualificazione | Finale | Finale | Finale | Finale   | Finale    |
| Atleta            | Evento             | Run 1          | Run 2          | Migliore       | Posizione      | Run 1  | Run 2  | Run 3  | Migliore | Posizione |
| ----------------- | ------------------ | -------------- | -------------- | -------------- | -------------- | ------ | ------ | ------ | -------- | --------- |
| Queralt Castellet | Halfpipe femminile | 78,75          | 49,50          | 78,75          | 4ª Q           | 69,25  | 90,25  | 78,25  | 90,25    |           |

Cross
| Atleta        | Evento                   | Posizionamento | Posizionamento | Ottavi    | Quarti    | Semifinale | Finale / Finale B | Finale / Finale B |
| Atleta        | Evento                   | Tempo          | Posizione      | Posizione | Posizione | Posizione  | Posizione         | Totale            |
| ------------- | ------------------------ | -------------- | -------------- | --------- | --------- | ---------- | ----------------- | ----------------- |
| Lucas Eguibar | Snowboard cross maschile | 1'18"73        | 21º            | 2º Q      | 2º Q      | 4º QB      | 3º                | 7º                |